# Archexyela crosbyi
Archexyela crosbyi  (лат.) — ископаемый вид пилильщиков рода Archexyela из семейства Xyelidae.  Один из древнейших представителей отряда перепончатокрылые. Обнаружен в триасовых ископаемых останках (Австралия, Квинсленд, Mt. Crosby, карнийский ярус, около 230 млн лет). Длина переднего крыла 9 мм. 
Вид Archexyela crosbyi был впервые описан по отпечаткам в 1955 году вместе с Archebittacus exilis, Archeosmylus costalis, Lithosmylidia lineata, Mesogryllacris giganteus, T. grandipennis, Neoparachorista perkinsi, N. semiovena, N. splendida, Neopermopanorpa mesembria. Включён в состав рода Archexyela Riek 1955 и подсемейства Archexyelinae. Сестринские таксоны пилильщиков: Asioxyela, Dinoxyela, Euryxyela, Ferganoxyela, Leioxyela, Lithoxyela, Madygenius, Triassoxyela, Xiphoxyela, Xyelinus. Это один из древнейших видов пилильщиков и всех представителей отряда перепончатокрылые наряду с такими видами как Potrerilloxyela menendezi, Ferganoxyela sogdiana, Oryctoxyela triassica, Ferganoxyela destructa, Triassoxyela kirgizica, T. foveolata.